# Лобарія
Лобарія (Lobaria) — рід лишайників родини лобарієві (Lobariaceae). Назва вперше опублікована 1796 року.

## Будова
Має вигляд дуже великих листових пластинок з верхнього боку з вм'ятинами, розділеними більше чи менше чіткими, сітчасто розміщеними, складками. Знизу вм'ятинам відповідають світлі випуклості. На складках, інколи і на всій поверхні, розвиваються крупні округлі соралі. Талом гетеромірний.

## Поширення та середовище існування
Епіфіти що живуть на корі дерев, зрідка зустрічаються на покритих мохом скелях.
Лобарія легеневоподібна занесена до Червоної книги України., Білорусі, та Литви.

## Галерея

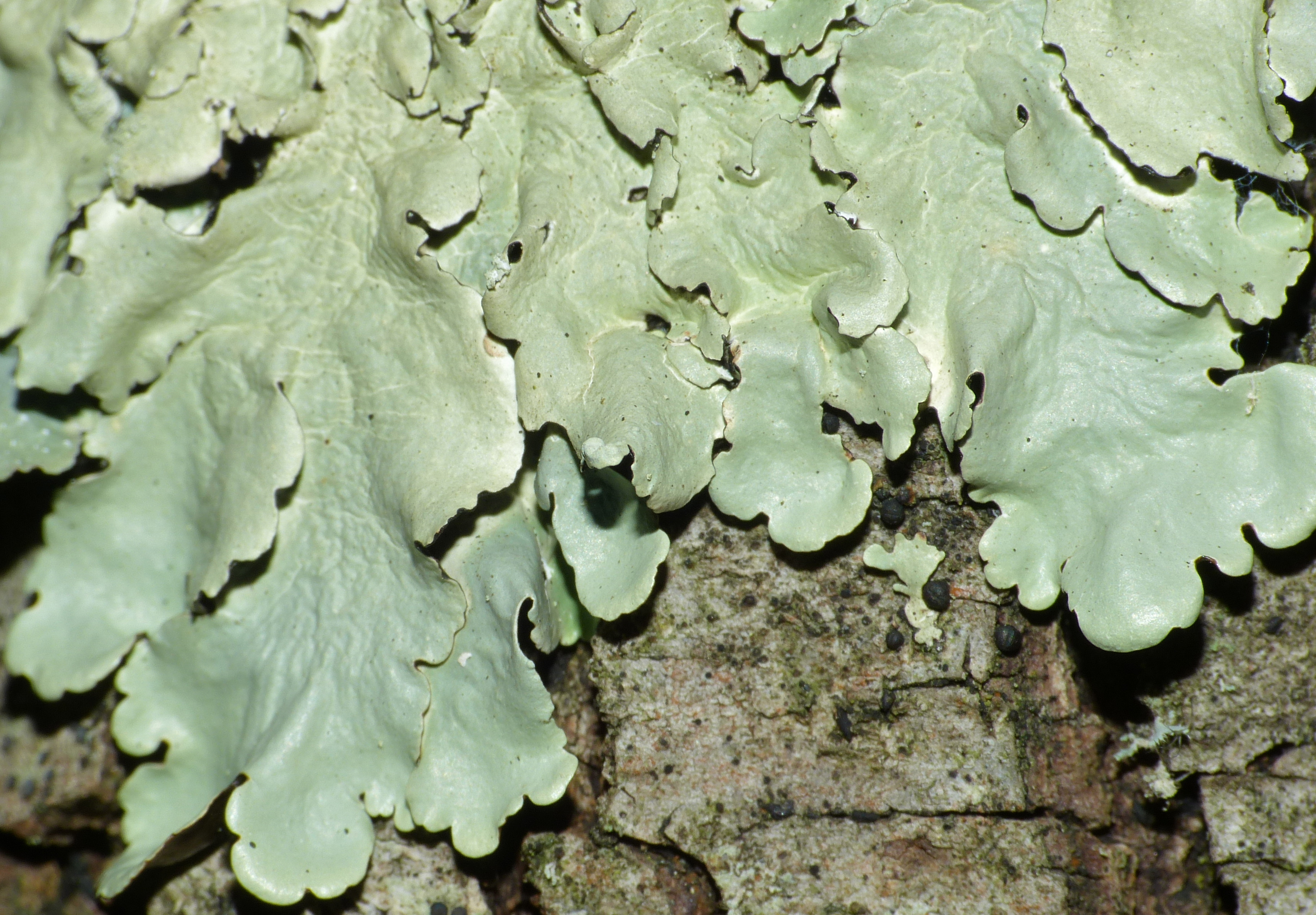
Lobaria amplissima
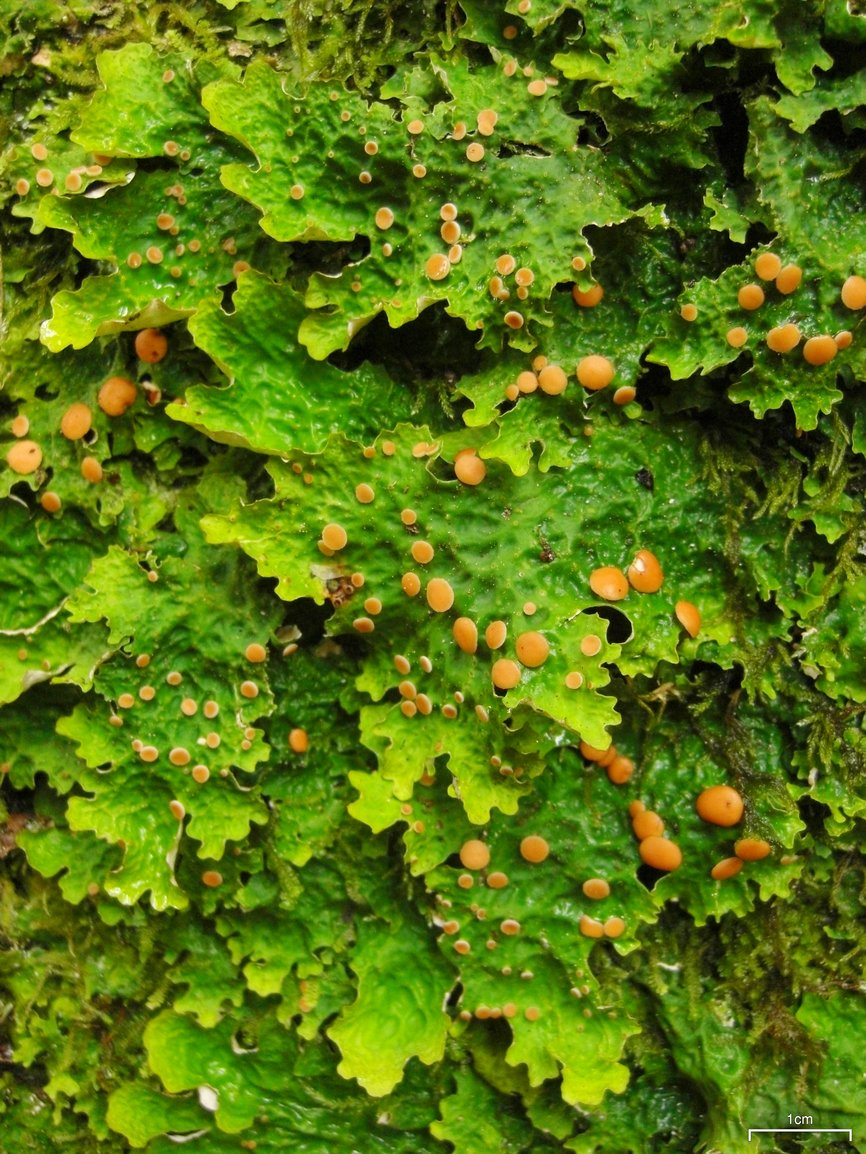
Lobaria linita
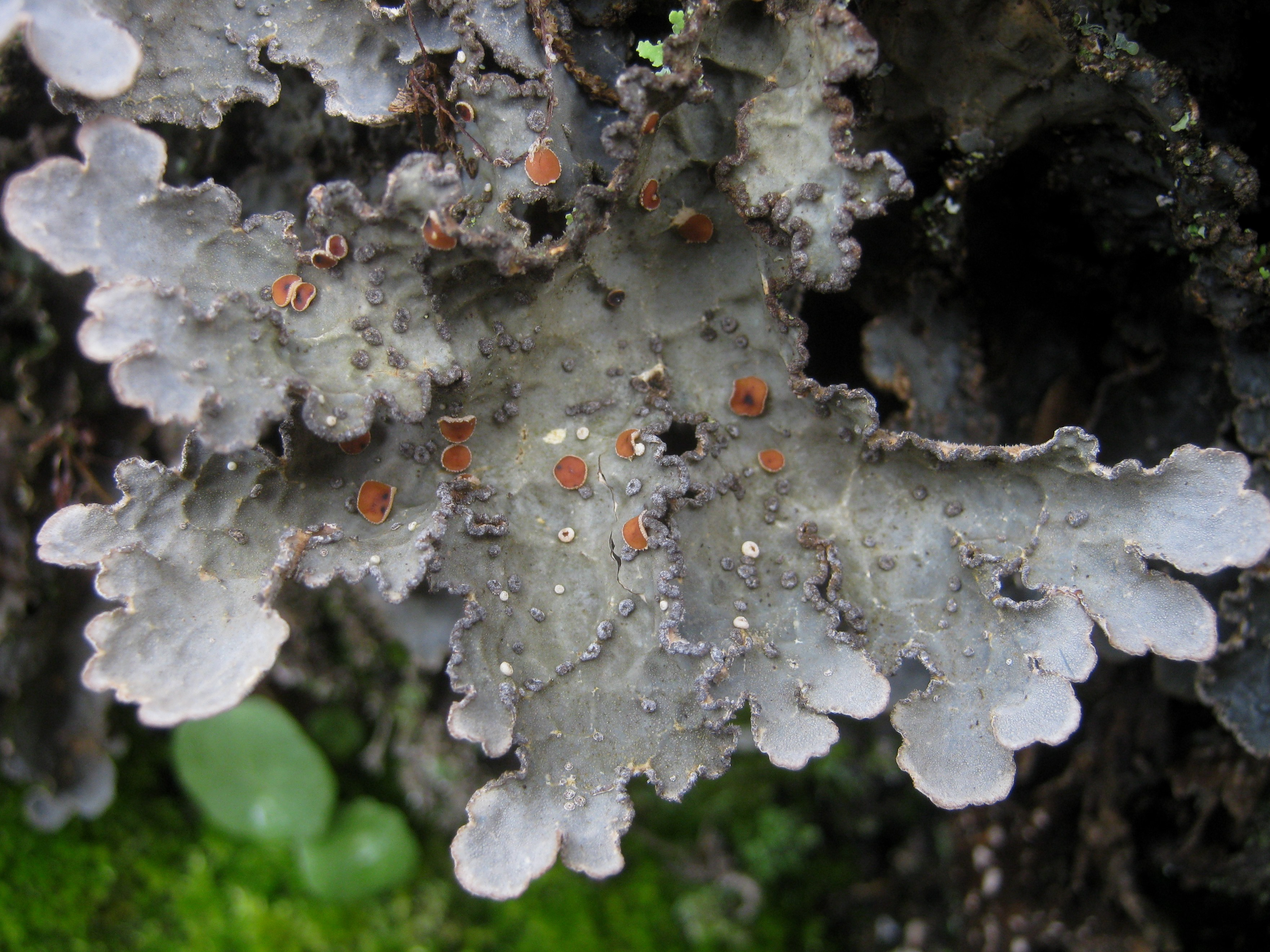
Lobaria scrobiculata